# Рудоголов оливковий
Рудоголов оливковий (Arremon castaneiceps) — вид горобцеподібних птахів родини Passerellidae. Мешкає в Андах.

## Таксономія
Оливковий рудоголов був описаний Філіпом Склейтером в 1859 році. Його довгий час відносили до роду Lysurus, однак за результатами молекулярно-філогенетичного дослідження птах був віднесений до роду Тихоголос (Arremon).

## Поширення і екологія
Оливковий рудоголов мешкає в тропічних і субтропічних гірських лісах Анд в Колумбії, Еквадорі та Перу. Живе в густому підліску і переплетеннях лоз, в ярах і на узліссях на висоті 750-1800 м над рівнем моря.

## Розмноження
Сезон розмноження триває в березні-квітні. Гнізда кулеподібні, зроблені з моху, корінців і папороті, розміщуються в переплетенні лоз. В кладці 2 яйця.